# Commelina paleata
Commelina paleata är en himmelsblomsväxtart som beskrevs av Justus Carl Hasskarl. Commelina paleata ingår i släktet himmelsblommor, och familjen himmelsblomsväxter. Inga underarter finns listade.